# Watupanjang
Watupanjang is een bestuurslaag in het regentschap Probolinggo van de provincie Oost-Java, Indonesië. Watupanjang telt 2431 inwoners (volkstelling 2010).